# Je n’ai pas choisi
Je n’ai pas choisi – singel francuskiej piosenkarki Aysat (nagrany przy featuringu Amy), wydany w 2009 przez Polydor Records.
Singel dotarł do 23. miejsca na liście sprzedaży Top Singles & Titres we Francji, utrzymując się w zestawieniu przez osiemnaście tygodni.
Na wydawnictwie, prócz tytułowego singla, zawarto także utwory „Du neuf” oraz „C’est l’été”.

## Lista utworów
- Singel CD, digital download[1]

1. „Je n’ai pas choisi” – 4:07
2. „Du neuf” – 3:58
3. „C’est l’été” – 3:23

## Pozycja na liście sprzedaży
| Kraj    | Notowanie (2009)     | Najwyższa pozycja |
| ------- | -------------------- | ----------------- |
| Francja | Top Singles & Titres | 23                |